# IRIS Yunes
Le IRIS Yunes ou Younes (en persan : زیردریایی یونس) est le troisième sous-marin d'attaque conventionnel de classe Kilo de la marine de la république islamique d'Iran. Le sous-marin sert dans la flotte du Sud et fait partie de la 28e flottille.

## Construction et mise en service
L’Iran et la Russie ont signé un contrat pour des sous-marins en 1988. Il porterait sur une valeur de 750 millions de dollars pour deux sous-marins (les Tareq et Nooh), avec une option pour le troisième (l’IRIS Yunes).
Sa quille a été posée au chantier naval de l'Amirauté à Saint-Pétersbourg en 1990. Il a été lancé en 1993 et a été mis en service le 25 novembre 1996. Jane’s Defence Weekly a rapporté le 8 octobre 1994 que l’Iran envisageait d’annuler la commande du Yunes, en raison de ce qui s’est avéré plus tard être des problèmes persistants avec les batteries des deux premiers sous-marins de la même classe déjà reçus.
Le sous-marin est nommé d’après Jonas.

## Historique des services
Selon Jane’s, le Yunes n’est pas apparu dans la Indian Naval Review en février 2001, probablement à cause d’un problème mécanique.
En juillet 2011, le Yunes est revenu de sa première mission en haute mer, au terme d’un déploiement de 66 jours depuis avril dans le golfe d'Aden et la mer Rouge. Un responsable naval iranien a déclaré que le sous-marin avait testé des systèmes améliorés au cours de la mission, identifiant et interceptant les navires de surface et les sous-marins de différents pays de la région. Il a également accompagné la 14e flottille luttant contre la piraterie au large des côtes de la Somalie en juillet.
Le 20 novembre 2013, le Yunes a quitté son port d'attache pour une mission en Asie de l'Est. Accueilli par les autorités locales, il a accosté à Bombay, en Inde, le 5 décembre. Le sous-marin est arrivé à Colombo, au Sri Lanka, le 22 décembre et a reçu la visite de l’amiral Jayanath Colombage avant de quitter le port.